# Klassenraumdiskurs
Unter Klassenraumdiskurs sind Ablauf und Struktur der Interaktionen im Klassenzimmer zu verstehen. Historisch ist eine Entwicklung von der Frontalstruktur bis zu den 1970er Jahren hin zu freien Arrangements (Projektarbeit, Freiarbeit, Stationenlernen) zu beobachten. In letzter Zeit, da im Zuge des Paradigmenwechsels Lernprozesse zu erheblichem Teil aus dem Unterricht ausgelagert werden, gewinnen die Aktivitäten im Klassenzimmer eine neue Bedeutung. Der Klassenraumdiskurs dient nicht mehr der Vermittlung von neuem Wissen, sondern der kollektiven Aufarbeitung der aus der Umwelt gesammelten Informationen. Dies führt zu einer genaueren Strukturierung des Klassenraumdiskurses, beispielsweise in der Methode Lernen durch Lehren. Der Präsenzunterricht wird zum Ort, an dem Wissen gemeinsam konstruiert wird.

## Der Klassenraumdiskurs im Frontalunterricht
Der Frontalunterricht, der sich heute noch großer Beliebtheit erfreut, verläuft nach dem instruktionistischen Muster. Die Schüler sitzen hintereinander im Klassenzimmer. Der Lehrer präsentiert den neuen Stoff und die Schüler bemühen sich, die Inhalte aufzunehmen und zu begreifen.
Allein schon aufgrund der Sitzordnung, die die Blickrichtung der Lerner auf die Tafel und den Lehrer lenkt, kann kaum Interaktion zwischen den Schülern entstehen. Der Klassenraumdiskurs erfolgt zwischen einzelnen Schülern und dem Lehrer. Der Lehrer stellt Fragen, um zu prüfen, ob seine Präsentation verstanden wurde oder um weitere Reflexionen über den Stoff auf Seiten der Schüler anzuregen.

## Der Klassenraumdiskurs bei offenen Methoden

### Freiarbeit
Bei der Freiarbeit verlaufen die Interaktionen zwischen den Schülern ungesteuert im Rahmen ihrer unterschiedlichen Aktivitäten. Ein organisierter Klassenraumdiskurs erfolgt lediglich im Rahmen von Präsentationen, wenn diese im Unterrichtsarrangement vorgesehen sind.

### Stationenlernen
Beim Stationenlernen ist kein strukturierter Klassenraumdiskurs vorgesehen.

### Projektarbeit
Wie bei der Freiarbeit verlaufen in der Projektarbeit die Interaktionen zwischen den Schülern ungeplant. Ein organisierter Klassenraumdiskurs findet lediglich im Rahmen der von Schülern am Ende der Projekte durchgeführten Präsentationen statt. Diese Präsentationen können auch nach dem LdL-Verfahren gestaltet werden.

### Lernen durch Lehren
Jean-Pol Martin hat im Rahmen der Methode Lernen durch Lehren das Modell des Gehirns – insbesondere die Funktionsweise von neuronalen Netzen – auf den Unterricht übertragen. Entsprechend wird auch der Klassenraumdiskurs umgestaltet (siehe die genaue Beschreibung in dem Artikel Lernen durch Lehren):

Das Arrangement im Klassenzimmer orientiert sich an der Gehirnstruktur. Zwischen den Lernern, die metaphorisch als Neuronen eingesetzt werden, entsteht durch intensive Interaktionen eine Vernetzung mit entsprechenden Netzwerkeffekten (Reaktionsschwelle, Selbstreferenzialität, Resonanz, Redundanz). Im Rahmen dieser Interaktionen werden Informationen zu Wissen veredelt, indem permanent relevante aus irrelevanten Informationen selektiert werden und zur nächsthöheren Instanz zur Bearbeitung weitergeleitet werden (Komplexitätsreduktion). Wie im Gehirn entstehen aus diesen Interaktionen Emergenzen, es wird Wissen kollektiv konstruiert. Während im instruktionistischen Modell man es mit Linearität a priori zu tun hat, entsteht bei LdL Linearität a posteriori. Oberstes Prinzip ist die Ressourcenorientierung, denn die Informationen, die zur Wissenskonstruktion benötigt werden, stammen entweder aus den Lernern selbst, oder aus der Umwelt. Wichtig in diesem Zusammenhang ist, dass der Klassenraumdiskurs in großer Konzentration erfolgt, damit alle Informationen erkannt und verarbeitet werden (Aufmerksamkeitsökonomie, Reaktionsschwelle).